# 삼각지역
삼각지역(三角地驛, Samgakji station)은 서울특별시 용산구 한강로1가에 있는 수도권 전철 4호선과 서울 지하철 6호선의 환승역이다.
역명 유래는 본래 인근에 위치했던 삼각지 고가차도로, 1967년에 개통되었으나, 이후 1990년대에 접어들어 추진된 6호선 공사로 인해 지반이 침하될 것을 우려하여 1994년 7월 9일 자정을 기해 철거되어 지금은 존재하지 않는다. 가수 배호의 대표곡인 《돌아가는 삼각지》는 삼각지 고가 도로를 소재로 하고 있다.

## 역사
- 1983년 9월 13일 : 삼각지역으로 역명 결정[3]
- 1985년 10월 18일 : 서울 지하철 4호선 한성대입구 ~ 사당 구간 개통과 함께 영업 개시[4]
- 2000년 12월 15일 : 서울 지하철 6호선 응암 ~ 상월곡 구간 개통과 함께 환승역이 됨

## 역 구조
4호선은 2면 2선의 상대식 승강장이고 6호선은 1면 2선의 섬식 승강장을 갖추고 있으며, 두 노선 모두 승강장에 스크린도어가 설치되어 있다. 4호선의 경우 환승통로를 통하여 반대편 횡단이 가능하였으나, 최근 횡단 가능으로 바뀌었다. 출구는 14개가 있다.

### 4호선 승강장
| 숙대입구 ↑ |
| \| 상      |
| ↓ 신용산   |

| 상행 | ● 수도권 전철 4호선 | 회현 · 명동 · 동대문 · 창동 · 진접(경복대) 방면  |
| 하행 | ● 수도권 전철 4호선 | 신용산 · 이촌 · 동작 · 과천 · 안산 · 오이도 방면 |

### 6호선 승강장
| 효창공원앞 ↑ |
| 하 상 \|     |
| ↓ 녹사평     |

| 상행 | ● 서울 지하철 6호선 | 효창공원앞 · 합정 · 월드컵경기장 · 디지털미디어시티 · 응암 방면        |
| 하행 | ● 서울 지하철 6호선 | 한강진 · 동묘앞 · 안암 · 고려대 · 석계 · 태릉입구 · 봉화산 · 신내 방면 |

### 환승
4호선 불암산 진접 방면 승강장과 6호선 지하 4층을 잇는 환승 통로가 있다. 4호선 승강장과 6호선 지하 3층을 잇는 통로에는 무빙 워크가 설치되어 있으며, 6호선 역의 지하 3층과 지하 4층 사이는 계단 및 휠체어 리프트를 이용한다. 인근에 경부선 선로가 교차 통과하고 있으나, 거리가 멀어서 환승이 되지 않는다. 경부선 선로로 가장 가까운 역은 남영역으로, 10번 출구에서 800m 도보로 이동하면 남영역을 이용할 수 있다.

## 역 주변
- 국방회관
- ● 수도권 전철 1호선 남영역
- 대한민국 국방부
- 대한민국 대통령실
- 대한지방행정공제회
- 용산역파출소
- 서울용산초등학교
- 서울지방보훈청
- 용산소방서
- 전쟁기념관
- 한강대로
- 백범로
- 이태원로
- 이태원 방면
- 특수임무수행자 보상심의위원회

## 사고
2014년 4월 3일 이 역에서 시흥차량사업소로 향하던 코레일 소속 전동차가 탈선하였다. 인명피해는 없었지만 이 사고로 서울역부터 사당역까지의 운행이 5시간 동안 중단되어 지하철을 이용하려던 시민들이 불편을 겪었다.

## 사진

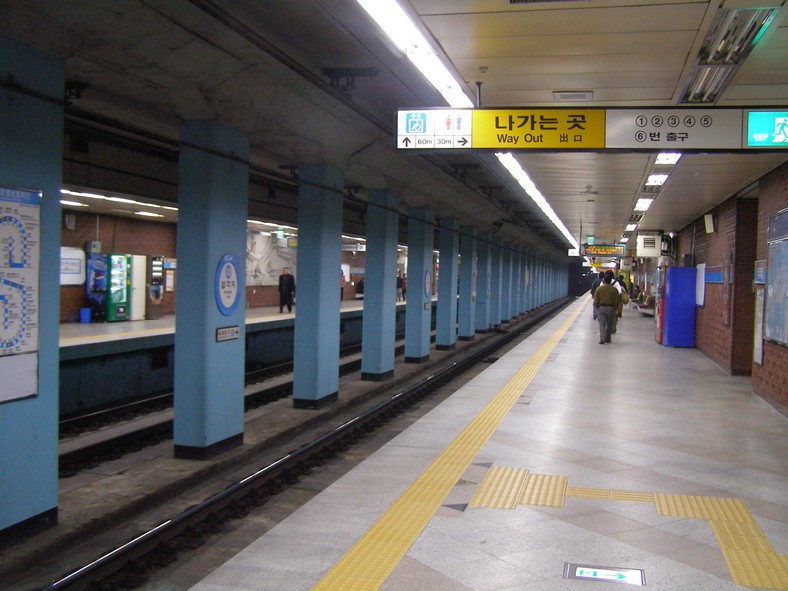
4호선 승강장 (스크린도어 설치 전)
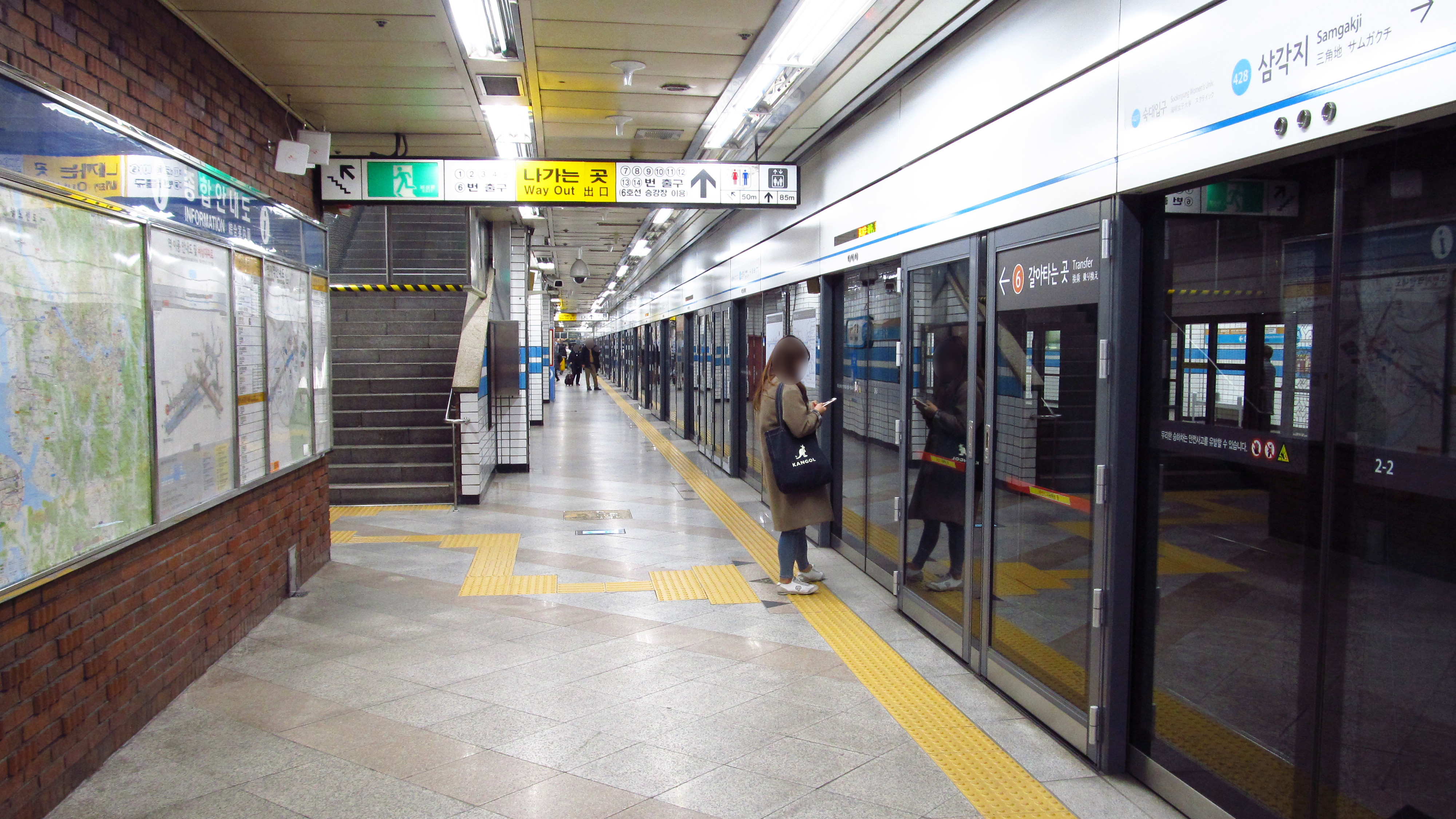
4호선 승강장
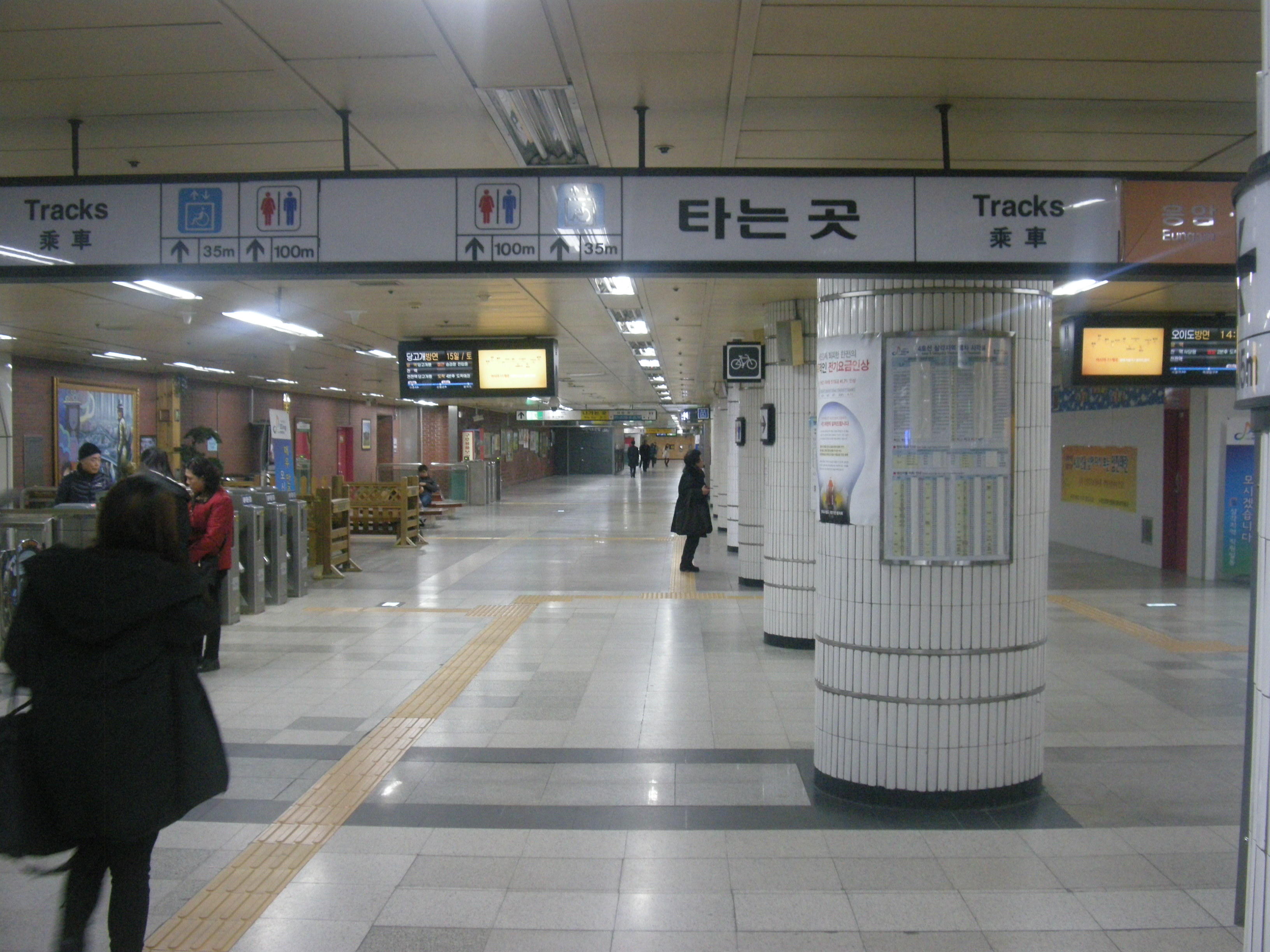
맞이방
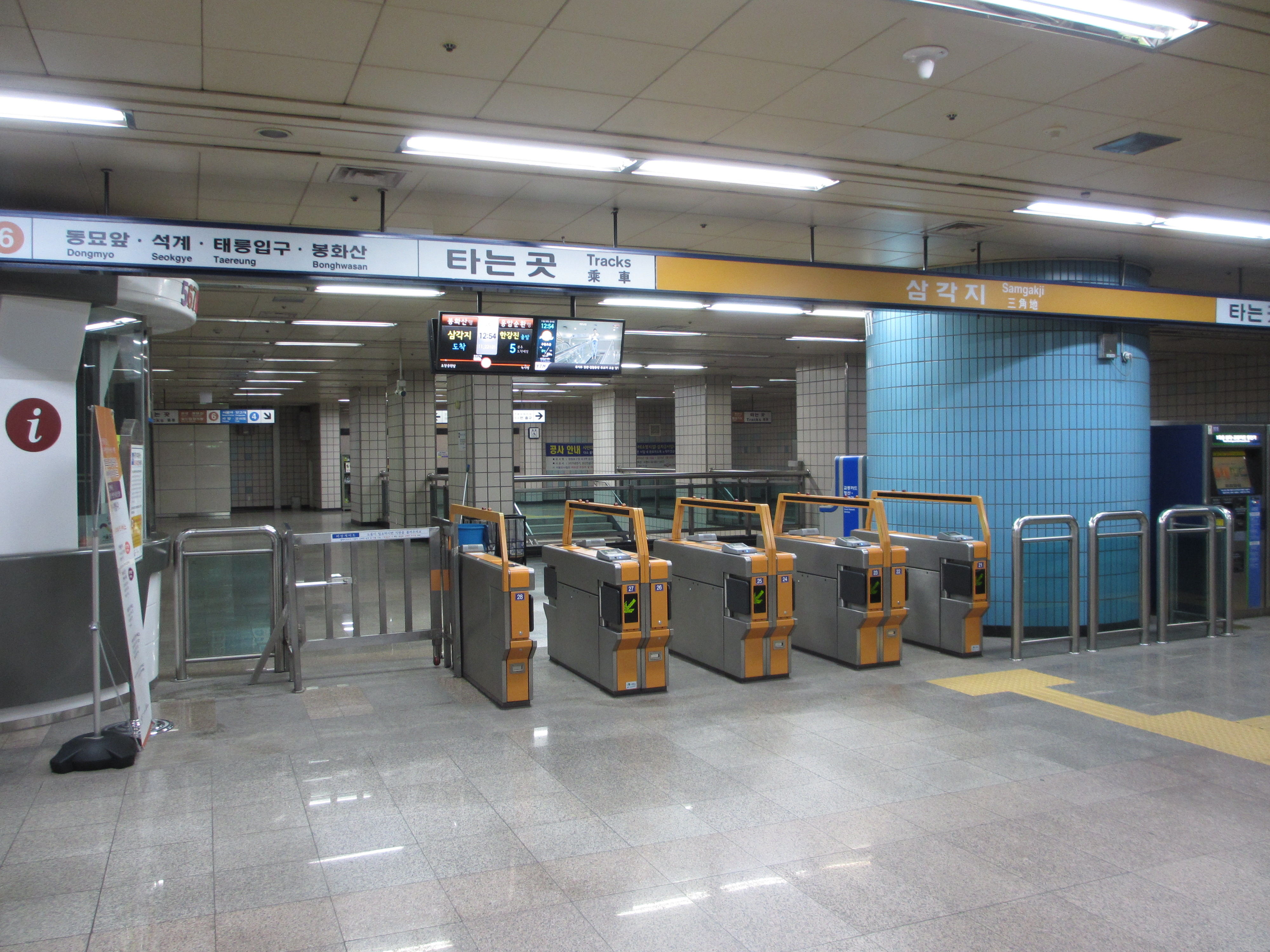
개찰구
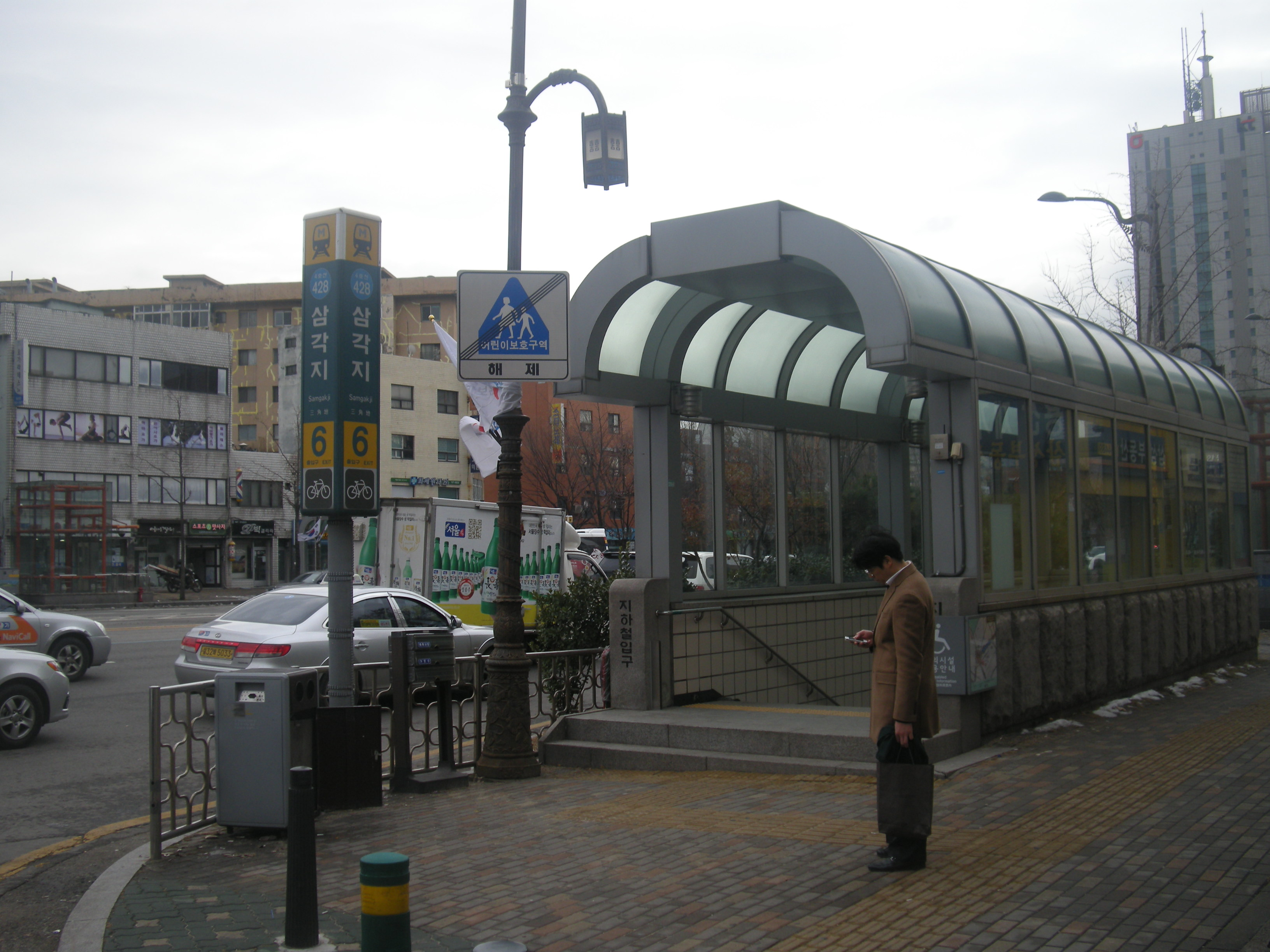
6번 출구
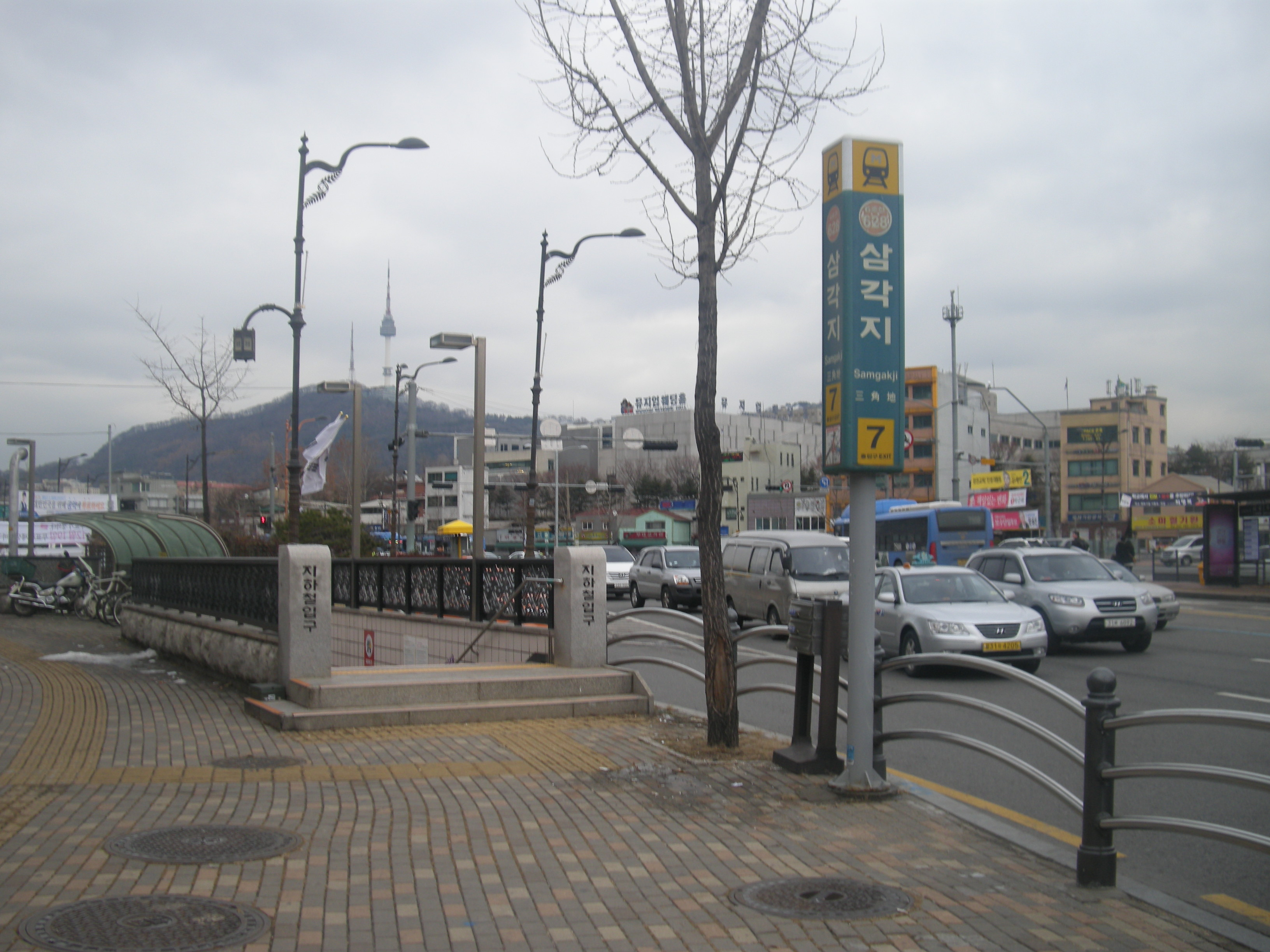
7번 출구
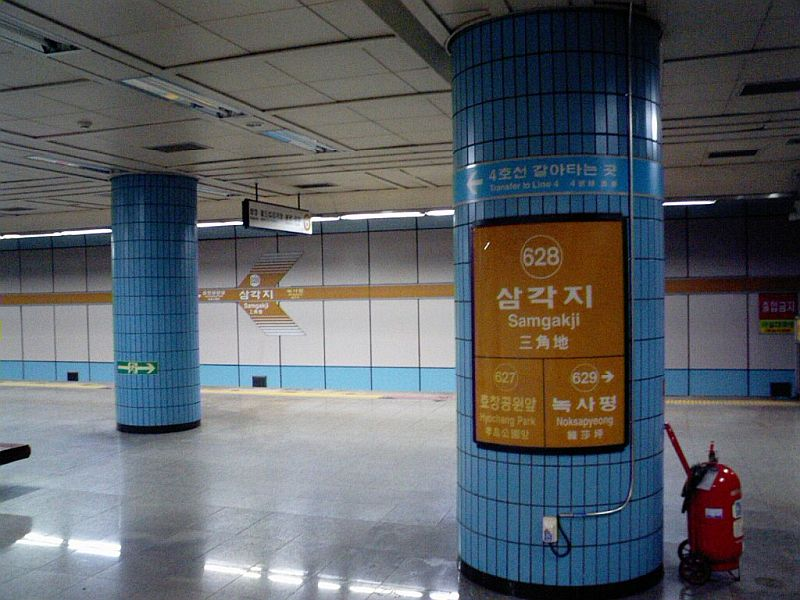
6호선 승강장(스크린도어 설치 전)
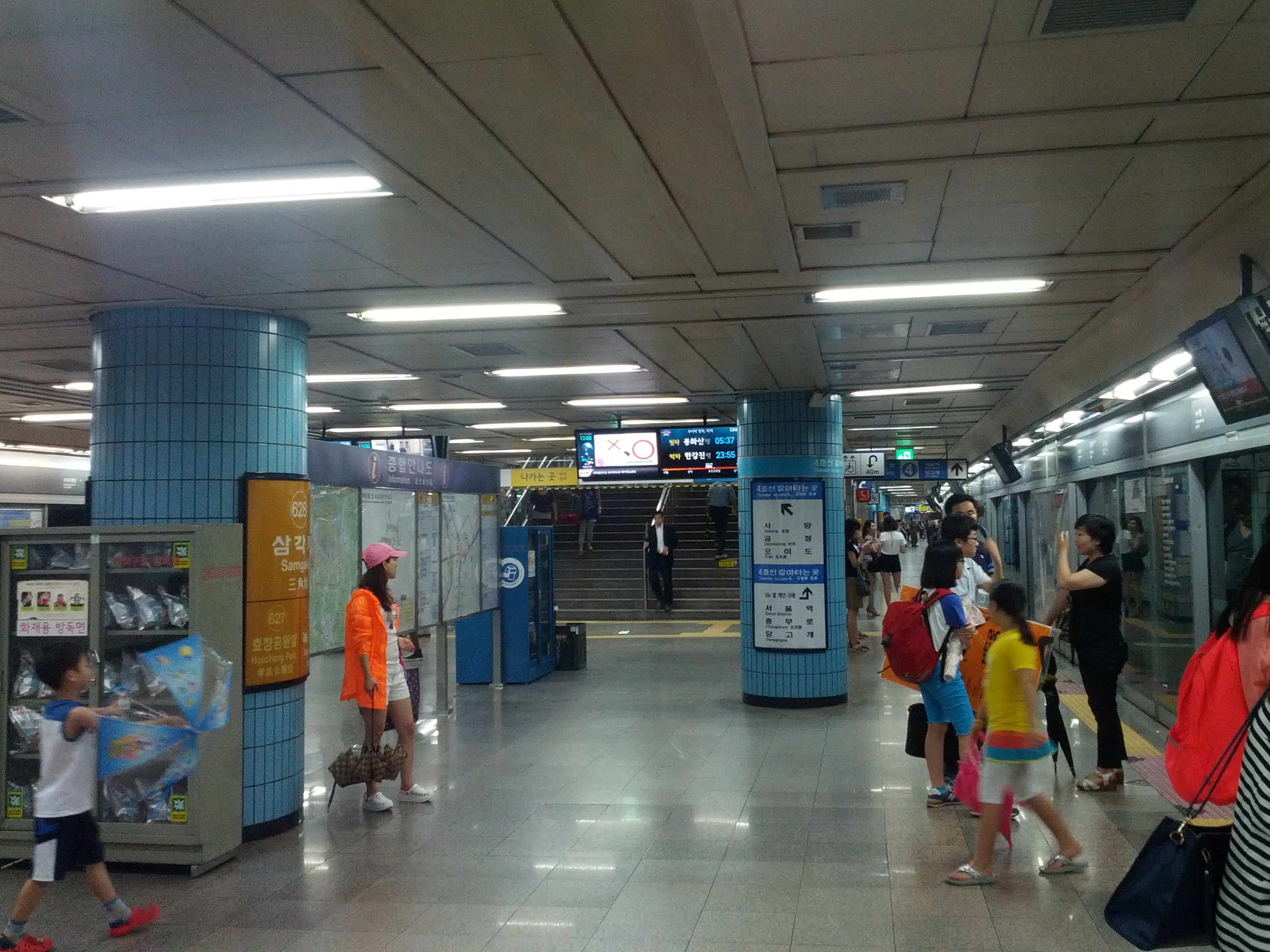
6호선 승강장

## 이용객 변동
2000년 자료는 개통일인 2000년 12월 15일부터 12월 31일까지 총 17일간의 집계를 반영한 것이다.
| 노선  | 노선   | 일평균 인원수 (명/일) | 일평균 인원수 (명/일) | 일평균 인원수 (명/일) | 일평균 인원수 (명/일) | 일평균 인원수 (명/일) | 일평균 인원수 (명/일) | 일평균 인원수 (명/일) | 일평균 인원수 (명/일) | 일평균 인원수 (명/일) | 일평균 인원수 (명/일) | 각주  |
| 노선  | 노선   | 2000년                | 2001년                | 2002년                | 2003년                | 2004년                | 2005년                | 2006년                | 2007년                | 2008년                | 2009년                | 각주  |
| ----- | ------ | --------------------- | --------------------- | --------------------- | --------------------- | --------------------- | --------------------- | --------------------- | --------------------- | --------------------- | --------------------- | ----- |
| 4호선 | 승차   | 5,886                 | 5,273                 | 5,143                 | 5,007                 | 5,011                 | 5,610                 | 6,050                 | 5,206                 | 5,338                 | 5,670                 | [ 6 ] |
| 4호선 | 하차   | 6,786                 | 6,461                 | 6,262                 | 5,979                 | 5,948                 | 6,527                 | 7,048                 | 6,626                 | 6,706                 | 6,993                 | [ 6 ] |
| 4호선 | 승하차 | 12,672                | 11,734                | 11,405                | 10,986                | 10,959                | 12,137                | 13,097                | 11,833                | 12,044                | 12,663                | [ 6 ] |
| 6호선 | 승차   | 2,407                 | 3,123                 | 3,647                 | 3,795                 | 4,091                 | 4,660                 | 5,237                 | 6,164                 | 6,901                 | 6,867                 | [ 7 ] |
| 6호선 | 하차   | 1,103                 | 1,898                 | 2,328                 | 2,512                 | 2,740                 | 3,161                 | 3,765                 | 4,396                 | 5,018                 | 5,054                 | [ 7 ] |
| 6호선 | 승하차 | 3,510                 | 5,020                 | 5,975                 | 6,306                 | 6,831                 | 7,821                 | 9,002                 | 10,560                | 11,919                | 11,921                | [ 7 ] |
| 노선  | 노선   | 2010년                | 2011년                | 2012년                | 2013년                | 2014년                | 2015년                | 2016년                | 2017년                | 2018년                |                       |       |
| 4호선 | 승차   | 5,882                 | 5,927                 | 5,701                 | 5,715                 | 5,850                 | 5,360                 | 5,047                 | 5,190                 | 4,992                 |                       |       |
| 4호선 | 하차   | 7,215                 | 7,238                 | 6,869                 | 6,931                 | 7,177                 | 6,698                 | 6,310                 | 6,349                 | 6,010                 |                       |       |
| 4호선 | 승하차 | 13,097                | 13,165                | 12,570                | 12,646                | 13,027                | 12,058                | 11,357                | 11,539                | 11,002                |                       |       |
| 6호선 | 승차   | 6,959                 | 7,170                 | 7,200                 | 7,152                 | 7,715                 | 7,699                 | 7,586                 | 7,564                 | 7,201                 |                       |       |
| 6호선 | 하차   | 5,201                 | 5,437                 | 5,304                 | 5,465                 | 5,958                 | 6,044                 | 6,043                 | 6,041                 | 5,769                 |                       |       |
| 6호선 | 승하차 | 12,159                | 12,608                | 12,504                | 12,617                | 13,673                | 13,743                | 13,629                | 13,605                | 12,970                |                       |       |

## 인접한 역
| 서울 지하철 4호선        | 서울 지하철 4호선   | 서울 지하철 4호선      |
| ------------------------ | ------------------- | ---------------------- |
| 427 숙대입구 진접 방면   | ● 수도권 전철 4호선 | 429 신용산 오이도 방면 |
| 서울 지하철 6호선        |                     |                        |
| 627 효창공원앞 응암 순환 | ● 서울 지하철 6호선 | 629 녹사평 신내 방면   |